# Afraegle paniculata
Espèce
Statut de conservation UICN

 LC  : Préoccupation mineure
Afraegle paniculata, ou citronnier d'éléphant, est une espèce d'arbre de la famille des Rutaceae.

## Répartition
Ce taxon se rencontre dans les pays suivants : Burkina Faso, Bénin, Côte d'Ivoire, Gabon, Ghana, Guinée-Bissau, Guinée, Liberia, Nigeria, République centrafricaine, Sénégal, Togo.

## Systématique
Le nom correct complet (avec auteur) de ce taxon est Afraegle paniculata (Schum.) Engl..
L'espèce a été initialement classée dans le genre Citrus sous le basionyme Citrus paniculata Schumach. & Thonn..
Ce taxon porte en français le nom vernaculaire ou normalisé suivant : citron d'éléphant.
Afraegle paniculata a pour synonymes :
- Aegle barteri Hook.fil.
- Aegle barteri Hook.fil. ex Oliv.
- Balsamocitrus paniculata (Schumach. & Thonn.) Swingle
- Citrus paniculata Schumach. & Thonn.
- Limonia warneckei Engl.